# Naturschutzgebiet Geimer Berg

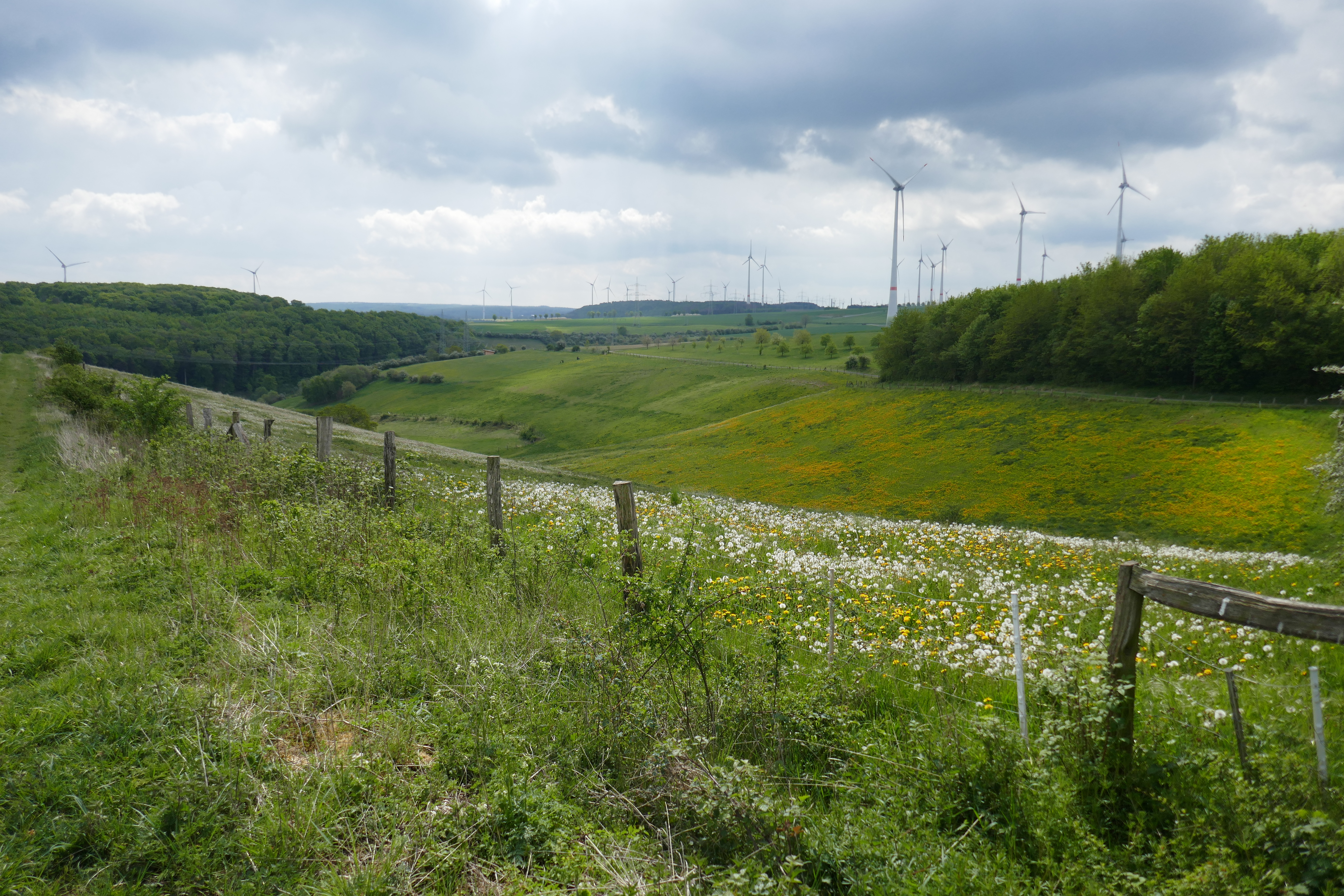
Vorne Naturschutzgebiet Geimer Berg

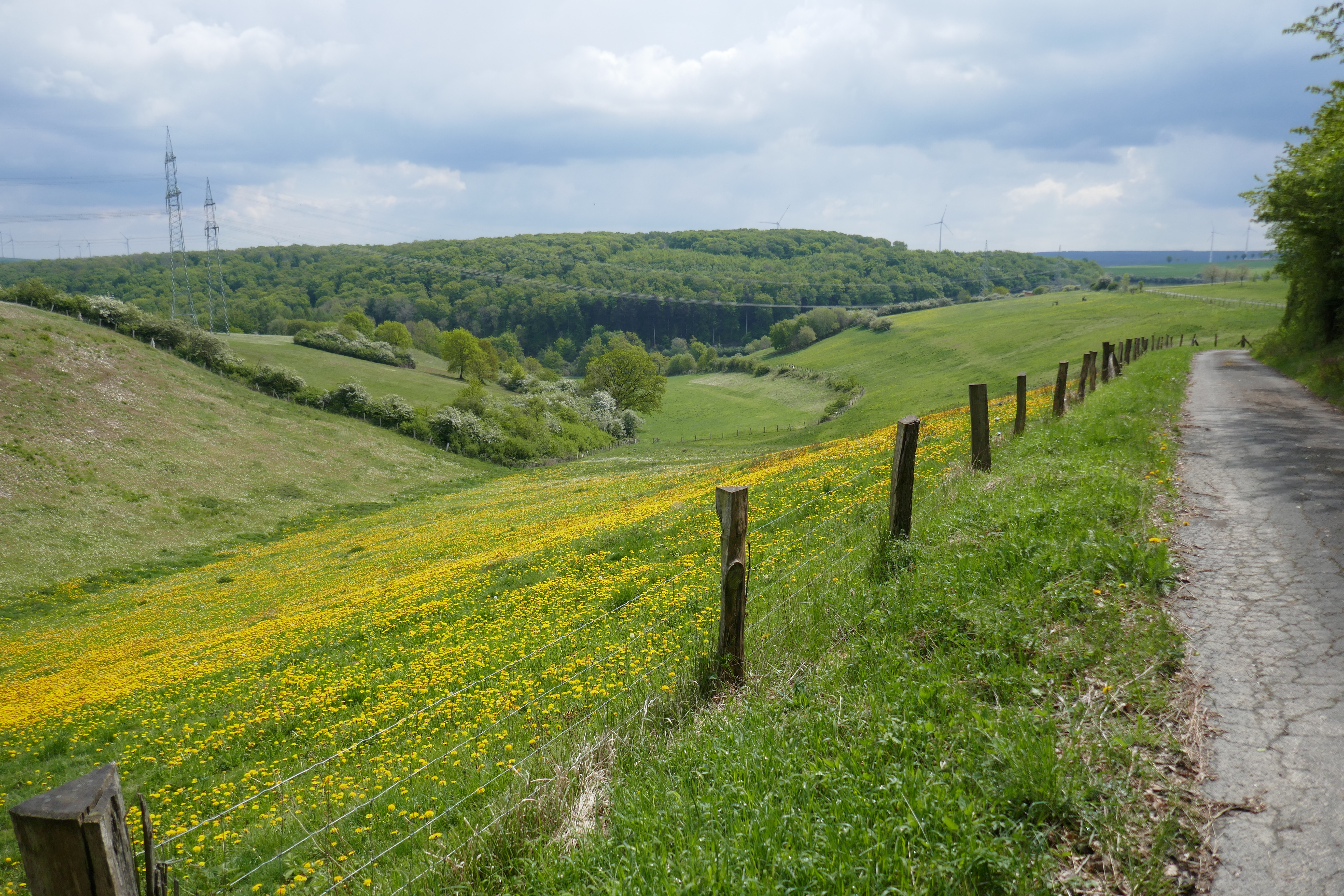
Blick ins Schutzgebiet

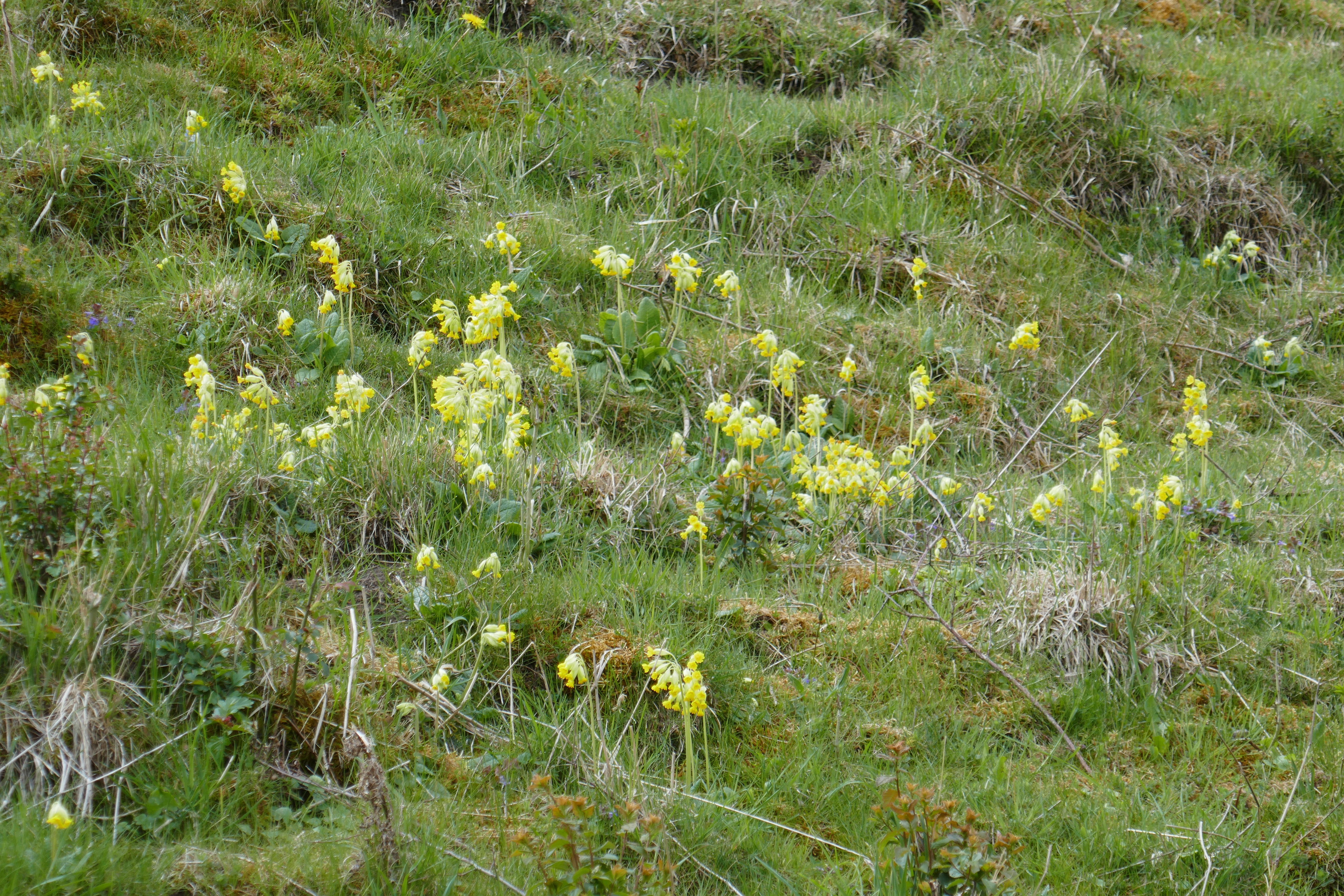
Schlüsselblumen im NSG

Das Naturschutzgebiet Geimer Berg liegt auf dem Gebiet der Stadt Lichtenau im Kreis Paderborn in Nordrhein-Westfalen. Das 52,6 ha große Gebiet wurde im Jahr 2014 als Naturschutzgebiet (NSG) mit dem Landschaftsplan Lichtenau durch den Kreistag des Kreises Paderborn ausgewiesen.

## Beschreibung
Das Schutzgebiet liegt östlich von Helmern, gehört aber zur Gemarkung Atteln. Das NSG umfasst einen offenen Magergrünland-Trockenrasen-Komplex mit Magerwiesen und –weiden, Kalkhalbtrockenrasen, Streuobstweiden und den temporär wasserführenden Bündelreingraben und dessen Ufersäume. Auch Hecken, Bäume und Baumgruppen befinden sich im NSG.